# Phoenix Suns 1974-1975
La stagione NBA 1974-1975 fu la 7ª stagione della storia dei Phoenix Suns che si concluse con un record di 32 vittorie e 50 sconfitte nella regular season, il 4º posto nella Pacific Division, e l'8º posto nella Western Conference.
La squadra non riuscì a qualificarsi per i playoff del 1975.

## Draft
| Giro | Scelta | Giocatore     | Posizione              | Nazionalità | Università/Club |
| ---- | ------ | ------------- | ---------------------- | ----------- | --------------- |
| 1    | 4      | John Shumate  | ala grande             | Stati Uniti | Notre Dame      |
| 2    | 31     | Fred Saunders | ala grande/ala piccola | Stati Uniti | Syracuse        |

## Regular season
| Squadra                 | V  | P  | %    | GB |
| ----------------------- | -- | -- | ---- | -- |
| Golden State Warriors C | 48 | 34 | 58,5 | -  |
| Seattle SuperSonics     | 43 | 39 | 52,4 | 5  |
| Portland Trail Blazers  | 38 | 44 | 46,3 | 10 |
| Phoenix Suns            | 32 | 50 | 39,0 | 16 |
| Los Angeles Lakers      | 30 | 52 | 36,6 | 18 |

## Play-off
Non qualificata

## Roster
| N° | Naz.                   | Ruolo | Sportivo         | Anno | Alt. | Peso |
| -- | ---------------------- | ----- | ---------------- | ---- | ---- | ---- |
| 5  | Stati Uniti (bandiera) | GA    | Dick Van Arsdale | 1943 | 196  | 95   |
| 14 | Stati Uniti (bandiera) | GA    | Keith Erickson   | 1944 | 196  | 88   |
| 18 | Stati Uniti (bandiera) | A     | Curtis Perry     | 1948 | 201  | 100  |
| 20 | Stati Uniti (bandiera) | A     | Corky Calhoun    | 1950 | 201  | 95   |
| 21 | Stati Uniti (bandiera) | C     | Dennis Awtrey    | 1948 | 208  | 107  |
| 24 | Stati Uniti (bandiera) | G     | Greg Jackson     | 1952 | 183  | 82   |
| 25 | Stati Uniti (bandiera) | G     | Gary Melchionni  | 1951 | 188  | 84   |
| 30 | Stati Uniti (bandiera) | A     | Fred Saunders    | 1951 | 201  | 95   |
| 32 | Stati Uniti (bandiera) | G     | Nate Hawthorne   | 1950 | 193  | 86   |
| 33 | Stati Uniti (bandiera) | GA    | Charlie Scott    | 1948 | 196  | 79   |
| 40 | Stati Uniti (bandiera) | AC    | Mike Bantom      | 1951 | 206  | 91   |
| 45 | Stati Uniti (bandiera) | A     | Jim Owens        | 1950 | 196  | 91   |
| 55 | Stati Uniti (bandiera) | AC    | Earl Williams    | 1951 | 201  | 104  |

## Staff tecnico
- Allenatore: John MacLeod
- Vice-allenatore: Dennis Price
- Preparatore atletico: Joe Proski

### Arrivi/partenze
Mercato e scambi avvenuti durante la stagione:
Arrivi
| N° | Naz.                   | Ruolo | Sportivo     |  | Alt. |  |
| -- | ---------------------- | ----- | ------------ |  | ---- |  |
| 24 | Stati Uniti (bandiera) | P     | Greg Jackson |  |      |  |

Partenze
| N° | Naz.                   | Ruolo | Sportivo      |  | Alt. |  |
| -- | ---------------------- | ----- | ------------- |  | ---- |  |
| 20 | Stati Uniti (bandiera) | AP    | Corky Calhoun |  |      |  |